# Йодзичі
Йодзичі (біл. Ёдзічы) — село в складі Берестовицького району Гродненської області, Білорусь. Село підпорядковане Берестовицькій сільській раді, розташоване у західній частині області.